# Карансебеш
Карансе́беш (рум. Caransebeș, венг. Karánsebes, нем. Karansebesch) — город в составе жудеца Караш-Северин, в исторической области Банат, в Румынии. Является центром Карансебешской епархии Румынской православной церкви. С 1865 года в городе действует Карансебешская духовная семинария.

## История
Предполагается, что в 1788 году у местечка произошла странная битва, участниками которой были пьяные австрийские солдаты. Причиной тому стала пьяная драка нескольких солдат, а последствия усугубили раздавшиеся в разгар битвы крики о приближении турок. В ходе битвы на поле, якобы, остались лежать убитыми и ранеными 10 тысяч солдат, а турецкие войска подошли только спустя два дня. Однако, масштабы и самая реальность этого события продолжает оставаться спорной, в т.ч. потому, что первые сведения о сражении, способные считаться сколь-либо научно-достоверными появились более 40 лет спустя. 

## Топографические карты
- Лист карты L-34-XXIII. Масштаб: 1 : 200 000. Издание 1978 г.